# نیلس ریکبرگ
نیلس ریکبرگ (فنلاندی: Nils Rikberg; ۲۹ مارس ۱۹۲۸ – ۱۰ اوت ۲۰۰۲) بازیکن فوتبال اهل فنلاند بود.
از باشگاه‌هایی که در آن بازی کرده‌است می‌توان به باشگاه فوتبال اوبو اشاره کرد.
وی همچنین در تیم ملی فوتبال فنلاند بازی کرده‌است.